# Ulrich Munier
Ulrich Munier (auch Udalricus Munier; * 13. August 1698 in Aschaffenburg; † 6. April 1759 in Würzburg) war ein deutscher römisch-katholischer Theologe, Jesuitenpater und Hochschullehrer.

## Leben
Munier trat 1716 in das Jesuitenkolleg in Mainz ein. Nach dem Noviziat lehrte er zunächst fünf Jahre lang Humaniora an verschiedenen Gymnasien der Jesuiten. Anschließend ging er an das Jesuitenkolleg nach Molsheim, dort studierte er Theologie und empfing die Priesterweihe. Danach kehrte er zunächst für drei Jahre als Lehrer ans Gymnasium zurück, bevor er mit der Lehre der Philosophie begann. Zwischenzeitlich lehrte er auch am Seminarium Carolinum in Heidelberg die orientalischen Sprachen. Von 1735 bis 1738 war er Dozent der Theologie, insbesondere Dogmatik, am Kolleg in Molsheim und wurde 1738 an der Universität Würzburg zum Dr. theol. promoviert.
Munier wurde Professor der Theologie an der Universität Fulda und erhielt schließlich 1744 einen Lehrstuhl für Dogmatik und die Heilige Schrift an der Würzburger Universität.

## Werke (Auswahl)
- mit Ignaz Seitz und Heinrich Kilber: Institutiones theologicae, in quibus praeter fidei dogmata, propugnantur quaestiones scholasticae, quae ad notitiam Sacrarum Scripturarum, traditionum, conciliorum, et haeresium conducunt. Ad usum theologiae candidatorum accommodatae, 4 Bände, Kleyer 1749–1756.
- mit Heinrich Kilber, Ignaz Neubauer und Thomas Holtzclau: R. R. Patrum Societatis Jesu Theologia dogmatica, polemica, scholastica et moralis praelectionibus publicis in alma Universitate Wirceburgensi accommodata, 14 Bände, Stahel, Würzburg 1766–1771 (=Theologia Wirceburgensis, 10 Bände, Paris 1852–1854).